# Лобода, Пётр Григорьевич (нумизмат)
Пётр Григо́рьевич Лобода́ (род. 25 марта 1949, Одесса) — нумизмат-исследователь древней истории Северного Причерноморья. Основатель и директор Одесского музея нумизматики с 1999 года. Председатель правления Одесского городского общества коллекционеров с 1991 года. Капитан-лейтенант Военно-Морских Сил СССР.

## Биография
Окончил  Одесское мореходное училище Министерства Морского Флота в 1969 году (техник-механик-универсал), Одесское высшее инженерное морское училище в 1975 году (инженер-судомеханик), Одесский институт инженеров морского флота в 1988 году (инженер-управленец). С 1970 по 1991 работал на судах загранплавания ЧМП — моторист, механик, первый помощник капитана. Участник боевых действий.
В 1991 году основал в Одессе нумизматическую галерею «Монетный двор». В 1999 году реорганизовал её в первый на Украине музей нумизматики. В том же году создал два печатных органа — научно-практический сборник «Вестник Одесского музея нумизматики» и литературно-исторический журнал «Альманах».
Автор 6 книг и более 30 научных статей, посвящённых античной нумизматике Северного Причерноморья, среди них: «Царские монеты Боспора», «Античные и средневековые монеты Крыма, Северо-Восточного и Восточного Причерноморья», «Новые материалы по древней нумизматике Украины» и др. Докладчик на международных научных конференциях по нумизматике.
Автор и ведущий популярных культурно-исторических телесериалов и передач на Одесском телевидении, посвящённых истории античного Северного Причерноморья и средневековой Руси-Украины : «О чём рассказала монета», «Портреты на античных монетах Северного Причерноморья», «Проекция времени» и др. Председатель попечительского совета Одесской областной научной библиотеки им. М. Грушевского. Член попечительского совета музея «Христианская Одесса». Депутат Одесского городского совета 2 созывов (1994—2002), советник Одесского городского совета по вопросам культуры (2003—2010).

## Награды
- Медаль «Защитнику Отечества» (1999).
- Лауреат городского конкурса «Твои имена, Одесса!» (2003).
- Почётная грамота Верховной Рады Украины «За особые заслуги перед украинским народом» (2004).
- Почётный знак отличия Одесского городского головы «Знак почета» (2009).
- Почётное звание «Заслуженный работник культуры Украины» (2009).
- Почётный знак отличия Одесского городского головы «Трудовая слава» (2011).
- Почётный знак Одесского совета Мира «За гуманизм и миротворчество» (2011).
- Лауреат галереи почетных благотворителей Одещины «Люди щедрых сердец» (2012).
- Работа Одесского музея нумизматики под руководством П. Г. Лободы отмечена Почетными грамотами Министерства культуры и искусств Украины, Национального банка Украины, Одесского областного и городского руководства.
- За активную просветительскую и гуманитарную деятельность отмечен наградами Украинской православной церкви, различных казацких и общественных организаций.
- Почётный знак Одесского городского головы «За заслуги перед городом» (2019).